# Бен Чіфлі
Джозеф Бенедикт Чіфлі (англ. Joseph Benedict Chifley; 22 вересня 1885 – 13 червня 1951), австралійський політичний діяч та 16-й Прем'єр-міністр Австралії, був одним з найвпливовіших голів уряду країни. Серед досягнень його уряду були повоєнне імміграційне законодавство, введення австралійського громадянства у 1949, Створення національних авіаліній TAA, введення системи соціального захисту для безробітних та заснування спецслужби Australian Security Intelligence Organisation (ASIO). За часів його повноважень було проведено один з декількох успішних референдумів зі змін Австралійської конституції.   

## Ранні роки
Чіфлі народився у Бетхерсті, Новий Південний Уельс , у родині коваля, католика ірландського походження. Він був одним з чотирьох братів та з 5 до 14 років, більшу частину часу ріс у свого діда, який втратив всі заощадження під час банківської кризи 1892: від якого він з ранніх років і на все життя перейняв ворожість до приватних банків. Він навчався у римо-католицьких школах у Бетхерсті, а у 15 років влаштувався на роботу на залізницю Нового Південного Уельсу. 
Бен Чіфлі став машиністом. Він був одним з засновників австралійської профспілки залізничників  і активним діячем Лейбористської партії. У 1914 році він одружився з Елізабет Маккензі. Вона була пресвітеріанкою; щоб одружитися з нею Чіфлі змушений був назавжди відмовитись від католицтва. 1917 року він став одним з лідерів тривалого страйку, з цієї ж причини його було звільнено. Його було поновлено на роботі у 1920 за лейбористського уряду штату на чолі з Джеком Ленгом. Чіфлі представляв свою профспілку у промисловому трибуналі та самостійно вивчив трудове право.

## Початок політичної кар’єри

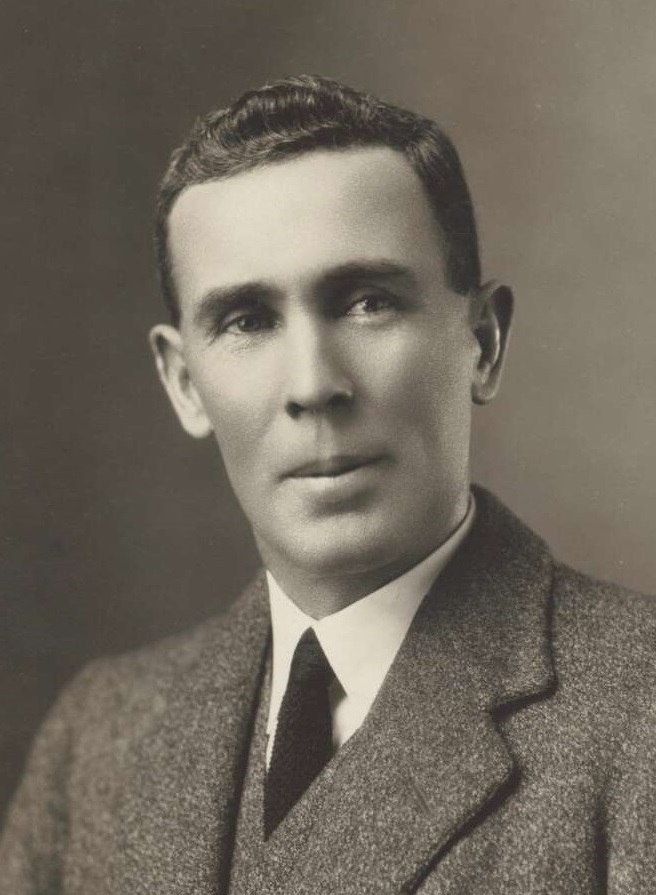
Чіфлі у 1930-ті роки

У 1928, з другої спроби, Чіфлі було обрано до Палати представників. Він був прихильником економічної політики уряду Джеймса Скалліна та у 1931 був призначений міністром оборони. На федеральних виборах 1931 року кабінет Скалліна зазнав поразки, і Чіфлі втратив свій пост. Під час Великої депресії він виживав за рахунок заощаджень сім’ї його дружини, а також за рахунок частки у місцевій газеті Бетхерста National Advocate.
1935 року уряд Джозефа Лайонса призначив його членом Королівської банківської комісії, що займалася предметом, у якому Чіфлі став експертом. На цьому посту він підготував звіт, що рекомендував націоналізувати приватні банки.
Згодом Чіфлі знову було обрано до Палати представників у 1940 і наступного року він став міністром фінансів у лейбористському уряді Джона Кертіна. Хоча заступником Кертіна був Френк Форд міністром став Чіфлі — головна надія Кертіна, і він контролював більшу частину внутрішньої політики поки той був зайнятий військовими зусиллями. Чіфлі здійснював контроль над значним збільшенням урядових видатків та збору податків, що були спричинені війною, та ввів режим економічного регулювання, який створив йому вельми непопулярний образ серед бізнесу та преси.

## Прем'єр-міністр

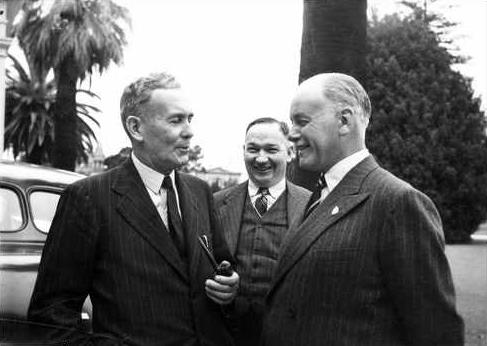
Чіфлі (ліворуч) зустрічається з прем’єром штату Південна Австралія Томом Плейфордом (у центрі) та губернатором штату Південна Австралія Чарлзом Норрі (праворуч) у 1946

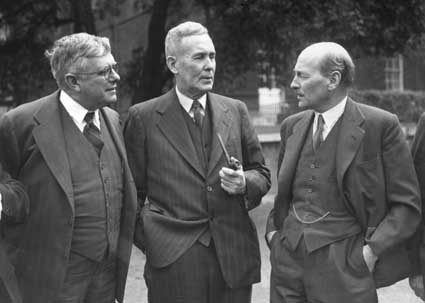
Чіфлі (в центрі) та Герберт Еват (ліворуч) з Клементом Еттлі (праворуч) на Конференції лідерів домініонів та Великої Британії, Лондон, 1946

Після смерті Кертіна у липні 1945, на вкрай короткий термін Прем'єр-міністром став Форд, але Чіфлі переміг його на виборах лідера партії та змінив його на посту за 7 днів. Щойно закінчилась війна, було відновлено нормальне політичне життя, і Чіфлі стикнувся з Робертом Мензісом і його новою Ліберальною партією на виборах 1946, на яких Чіфлі здобув переконливу перемогу. У повоєнні роки Чіфлі зберігав воєнний режим управління економікою, в тому числі вкрай непопулярні талони на бензин. Частково, він йшов на такий крок, заради допомоги Великій Британії у її повоєнних економічних труднощах.
Відчуваючи силу своєї влади, Чіфлі вирішив, що прийшов час перейти до реалізації лейбористських принципів демократичного соціалізму. У 1947 він оголосив про наміри уряду націоналізувати банки. Це спровокувало масову опозицію у пресі і лейбористи втратили підтримку середнього класу. У підсумку Високий суд Австралії визнав законопроєкт Чіфлі неконституційним.
Взимку 1949 року стався тривалий масовий страйк шахтарів, що був спричинений безробіттям і тяжкими умовами праці. Чіфлі розцінив цей страйк як спробу Комуністичної партії Австралії зайняти місце лейбористів як робочої партії і використовував армію для придушення страйку. Попри це, Мензіс використовував істерію холодної війни, що зростала, щоб виставити лейбористів як капітулянтів перед комуністами.  
Ці події, поряд з відчуттям, що Чіфлі та лейбористи ведуть себе у владі все більш зарозуміло, призвели до перемоги лібералів на виборах 1949. Чіфлі зазнав поразки з розривом у 48 місць, що є найважчою поразкою для партії, що править, на федеральному рівні за всю історію Австралії. Чіфлі виповнилось 64 та він відчував проблеми із здоров’ям (як і Кертін, він був заповзятим курцем), але він відмовлявся здаватись. Лейбористи зберігали контроль над Сенатом, і Чіфлі скористався з цієї переваги, щоб завдати незручностей урядові Мензіса під час внесення кожної законодавчої ініціативи. Мензіс відреагував законом про заборону Комуністичної партії Австралії. Він очікував, що Чіфлі заблокує цей законопроєкт і надасть йому привід для одночасного розпуску верхньої і нижньої палат парламенту і проведення нових виборів. Мензіс, вочевидь, сподівався на повторення своєї успішної кампанії "м’якості перед обличчям комунізму", щоб досягти більшості в обох палатах. Однак, Чіфлі пропустив цей закон (зрештою його було відхилено Високим судом).
Менше з тим, за декілька місяців, коли Чіфлі відхилив законопроєкт Мензіса про банківську діяльність, Мензіс розпустив обидві палати парламенту і призначив нові вибори у квітні 1951, в результаті чого він домігся контролю над обома палатами парламенту. 
За декілька тижнів Чіфлі помер від серцевого нападу у своєму номері в готелі Курраджонг у Канберрі (він жив там з тих пір, як став прем'єр-міністром, відмовляючись переїхати до офіційної резиденції Лодж). Мензіс отримав звістку про смерть Чіфлі під час офіційної церемонії у Альберт Холі у Канберрі, на честь 50-річчя утворення Австралійського Союзу. Зазвичай незворушний, "Безжалісний Мінг" (як прозвали його злі язики) опинився у складному становищі; він віддав розпорядження про припинення свята, з поваги до свого попередника і суперника, якого (за всі попередні десятиліття політичної боротьби) він не припинив поважати особисто.

## «Легенда Чіфлі»

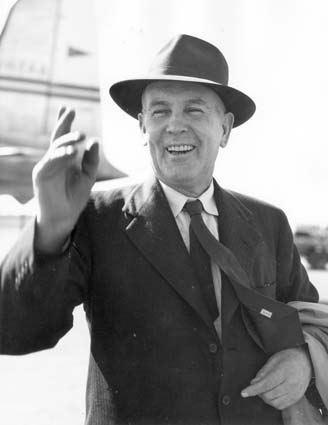
Чіфлі у 1940-ві роки

Як і Кертін, Чіфлі став іконою лейбористського руху, але основа «Легенди Чіфлі» полягає в іншому. Кертін, в основному, запам’ятався своїм керівництвом під час війни та створенням американсько-австралійського альянсу. Чіфлі згадується лівими як єдиний лейбористський Прем'єр-міністр, який намагався домогтись втілення соціалістичних ідей.
Більше ніж за 30 років після його смерті, ім’я Чіфлі все ще підбурювало пристрасті. У 1987 році лейбористський уряд Нового Південного Уельсу вирішив назвати університет, що зводився у західному передмісті Сіднея, Університетом Чіфлі. Коли у 1989 новий ліберальний уряд перейменував його на Університет Західного Сіднея, що викликало бурхливі суперечки. 
На честь Бена Чіфлі було названо головну бібліотеку Австралійського Національного Університету; Мережу австралійських готелів, будівлю та сквер у центрі Сіднея, а також два передмістя у Канберрі та Сіднеї; декілька публічних вищих шкіл у Західному Сіднеї мають назву Коледж Чіфлі, а також декілька студентських гуртожитків у Бетхерсті у 2007 отримали назву Чіфлі Хілс. Багато з його реформ продовжують діяти.
Упродовж багатьох років Чіфлі жил окремо зі своєю дружиною: у момент його смерті з ним була його секретарка Філліс Доннелі. Багаторічні підозри, що вони були коханцями, підтвердились у біографії Девіда Дея, що була опублікована 2001 року.

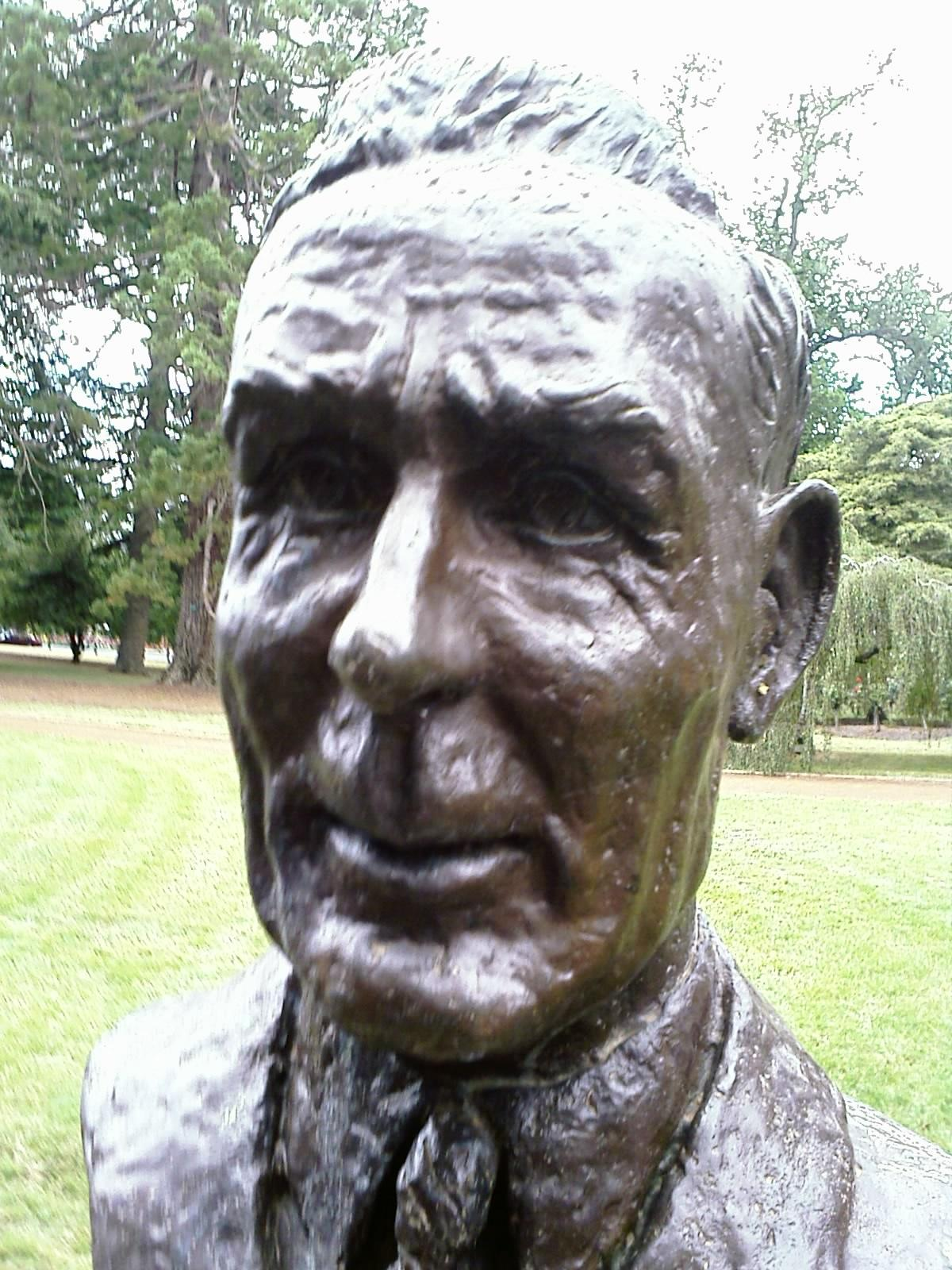
Бюст 16-го Прем'єр-міністра Австралії Бена Чіфлі роботи скульптора Кена Палмера на алеї прем'єр-міністрів у ботанічному саду Балларету